# Wicked: The Life and Times of the Wicked Witch of the West
Wicked: The Life and Times of the Wicked Witch of the West je paralelni roman za djecu fantastičnog žanra, objavljen 1995. Napisao ga je američki pisac Gregory Maguire, a ilustrirao Douglas Smith. Roman je revizionistički pogled na zemlju i likove iz Oza iz romana Čarobnjak iz Oza L. Franka Bauma (1900.).
Wicked je prvi roman iz serijala od četiri knjige kojeg je Maguire nazvao "The Wicked Years", nakon kojeg su uslijedili Son of a Witch (2005.), A Lion Among Men (2008.) i Out of Oz (2011.).
Za razliku od popularnog filma iz 1939. i Baumovih djela, Wicked je mračnija verzija priče, pisana jezikom odraslih. Roman predstavlja događaje, likove i situacije iz Baumovih knjiga i filma na nove načine, s mnogim razlikama između Oz i Wicked Years serijala. Društveni sukob opisan u Wicked Years upućuje na to da su dva serijala smještena u vrlo sličnom i unutrašnji konzistentnom svijetu, ali s jasno odvojenim vizijama Oza.

## Radnja
Roman je politički, društveni i etički komentar o prirodi dobra i zla čija se radnja zbiva u zemlji Oz u godinama prije dolaska Dorothy Gale. Središnji lik romana je Elphaba, neshvaćena djevojčica zelene kože koja kasnije postaje zloglasna Zla vještica od Zapada. Roman prati iskustva kroz koja prolazi od rođenja, djetinjstva i mladosti na Sveučilištu Shiz, do odrasle dobi i trenutka kada Dorothy stiže u Oz.

## Adaptacije
Wicked je poslužio kao predložak za istoimeni mjuzikl na Broadwayju iz 2003. godine.

## Izdanja
- Gregory Maguire, Wicked : The Life and Times of the Wicked Witch of the West, 1995., ISBN 0-06-098710-3

## Vanjske poveznice
- (engl.) Wicked  Arhivirana inačica izvorne stranice od 28. listopada 2013. (Wayback Machine), teme, citati, analiza likova, vodič.